# Уния
У́ния (от позднелат. unio «единение», иногда называют «монархическая уния») — союз (общность) государств, возглавляемый одним монархом.
Отдельно также выделяется церковная уния, являющаяся объединением разных христианских конфессий.

## Понятие и отличие отконфедерации
Уния представляет собой общность государств, которые возглавляются одним монархом. Международное значение унии невелико, порой оно просто ничтожно, более заметно уния воздействует на государственный строй, по крайней мере на форму правления.
Политическое значение унии зачастую тоже незаметно, но оно все же ощущается хотя бы в вопросах войны. По юридическим соображениям состояние войны между членами унии немыслимо. Его трудно представить по той причине, что акт об объявлении войны должен быть санкционирован главой государства. Другими словами, если член унии вознамерился воевать с другим, королю пришлось бы подписывать акт об объявлении войны одного своего государства другому своему же государству, т. е. самому себе.
Унию нельзя причислить к разряду конфедерации:
- Конфедерация возникает с участием как республик, так и монархий. Уния возникает только с участием монархических государств.
- Конфедерацию учреждают договором между государствами, а уния возникает не на основании договора, а в силу принадлежности одному монарху права на престол в двух и более государствах. Указанный договор не является обязательным условием существования унии, хотя и он может быть заключён её участниками.
- Действительная политическая общность стран — обязательное условие существования конфедерации. Уния, напротив, вполне может существовать и без тесных межгосударственных связей, союзнических обязательств.

Участники унии сохраняют свою государственность, а суверенитет возглавляющего их монарха удваивается, утраивается и т. д. Другими словами, одно лицо становится обладателем суверенных прав одновременно в нескольких государствах.

## Виды монархических уний

### Личная уния
Личная уния устанавливается между государствами, в которых условия и порядок престолонаследования различны. Например, в одном государстве женщины отстранены от участия в наследовании трона, а в другом они вправе претендовать на престол. Такие унии возникают случайно, в результате того, что одно и то же лицо становится наследником одновременно двух монархов в разных государствах. Столь же случайно они и распадаются, хотя эта случайность запрограммирована устройством личной унии. Рано или поздно какой-либо из потомков общего монарха в одной из стран займет престол, тогда как по закону другого государства его царствование не состоится. Подобное объединение монархических государств основано исключительно на временном единстве монарха, в силу случайного совпадения в его лице прав на престол двух различных государств.

### Реальная уния
Реальная уния создана на основе договора или одностороннего акта более сильного государства.
В реальных униях законодательство государств устанавливает единый порядок престолонаследования. Наследник трона в одной стране одновременно является наследником во всех государствах, составляющих унию. Распад реальной унии или выход из неё отдельной страны происходит лишь в результате изменения формы правления в одном из государств, ликвидации в нём монархии.
Реальная уния в отличие от личной (персональной) унии предполагает постоянное, а не временное единство монарха, одинаковый в обоих государствах порядок престолонаследия. Единство монарха в этом случае закрепляется на основании заключенного между государствами договора, что предполагает принятие единой либо одинаковой конституции (учредительного акта) в обоих государствах, создание отдельных совместных органов государственного управления, поэтому такая уния носит более устойчивый характер. Вместе с тем в этом случае более слабое государство, входящее в союз, теряет часть своего суверенитета.
Примеры:
- Датско-Норвежская уния под властью датских королей (1536—1814)[8]:
  -  Королевство Дания
  -  Королевство Норвегия
- Шведско-Норвежская уния под властью шведских королей (1814—1905)[6]:
  -  Королевство Швеция
  -  Королевство Норвегия
- Австро-Венгрия, 1867—1918 годы[6]:
  -  Австрия
  -  Венгрия

Общий шведско-норвежский флаг, используемый дипломатическими представительствами в 1844—1905 гг.

Уния Швеции и Норвегии установилась в 1815 году. Еще в январе 1814 года Дания уступила Норвегию Швеции по Кильскому договору, но норвежцы не признали этой уступки. В мае того же года они провозгласили независимость Норвегии, приняли конституцию и избрали своим королем Кристиана-Фридриха Шлезвиг-Голштинского, бывшего до того датским наместником в Норвегии. Между Швецией и Норвегией некоторое время велась война. После заключенного перемирия и отречения от норвежской короны кронпринца Кристиана, норвежским королем был провозглашён шведский король Карл XIII, а 6 августа 1815 года парламентами обоих королевств был признан королем и утвержден акт, установивший соединение Норвегии и Швеции, как двух самостоятельных государств, на вечные времена под властью одного общего монарха. В случае, если бы монарх оказался неспособным лично управлять государствами, назначалось общее регентство. В законодательстве государств устанавливалось, что если вся династия иссякнет, парламенты обоих королевств должны быть созваны в один и тот же день для выбора нового короля. Первоначально каждый парламент должен произвести выбор отдельно. Если выбор их совпадает на одном и том же лице, выбранное таким образом лицо признается королем. Если каждым парламентом будут избраны различные лица, то созывается объединенный комитет обоих королевств. Он формируется из 72 членов, по 36 от каждого парламента. Комитет, созываемый в Карлштадте, подвергает тайному голосованию кандидатов, избранных парламентами. Ещё при жизни короля, не имеющего наследников, парламентом должен был быть произведён выбор его преемника. Если этого не произойдёт, и король умрет без наследника, до окончания выборов устанавливается временное правительство. Власть вверяется на время междуцарствия смешанному государственному совету, состоящему из 20 членов: по 10 от Швеции и Норвегии.
Шведско-норвежская уния предполагала общую внешнюю политику, но с сохранением собственной конституции, парламента и законов государств. Кроме Короля, Швеция и Норвегия не имели общих учреждений. Единственным исключением из этого являлись дипломатические агенты и консулы. При этом общего шведско-норвежского министерства иностранных дел не существовало, однако шведский министр иностранных дел был уполномочен вести дипломатические сношения и за Норвегию. Если в шведском или норвежском государственном совете обсуждался вопрос, касающийся обоих королевств, в состав совета должны были быть включены три члена от совета другого королевства.
Шведско-норвежская уния распалась в 1905 году в результате одностороннего отделения из неё Норвегии. Односторонний выход Норвегии из унии привёл к напряжённости и всеобщей мобилизации в обоих государствах, но после интенсивных переговоров в Карлстаде в августе и октябре 1905 года было достигнуто соглашение о мирном расторжении унии, после чего Швеция признала независимость Норвегии.

Торговый флаг Австро-Венгрии

Взаимные отношения Австрии и Венгрии определялись законами 1867 года, принятыми австрийским и венгерским парламентами. Случай полного прекращения династии Габсбургов парламентами не предусматривался. При этом в соединённых государствах кроме монарха имелось несколько общих учреждений. Во-первых, были сформированы три общих министерства: министерство двора и иностранных дел, военное министерство и министерство финансов. Из них только одно министерство двора и иностранных дел всецело ведало общими делами обоих монархий. Совместные военное министерство и министерство финансов ведали только общими военными делами и общими финансами, кроме них отдельно в Венгрии и Австрии имелись ещё собственные аналогичные министерства. Также имелась объединённая счётная палата, которая осуществляла контроль за расходованием общего бюджета. Для принятия общего бюджета и организации контроля формировались особые учреждения — имперские делегации, которых было две: по одной от каждой из половин Австро-Венгрии. Каждая из делегаций состояла из 60 членов, избираемых от венгерского и австрийского парламентов, по 20 от верхней палаты и по 40 от нижней палаты. Делегации заседали раздельно, делопроизводство в одной из них происходило на немецком языке, в другой — на венгерском. Если между делегациями не устанавливалось общего согласия при разрешении вопроса в раздельном заседании, проводилось совместное заседание обеих делегаций, при этом вопрос на нём не обсуждался, а дело ограничивалось одним только голосованием. Состав делегаций обновлялся ежегодно. Созывались они поочередно, один год в Вене, другой — в Будапеште.

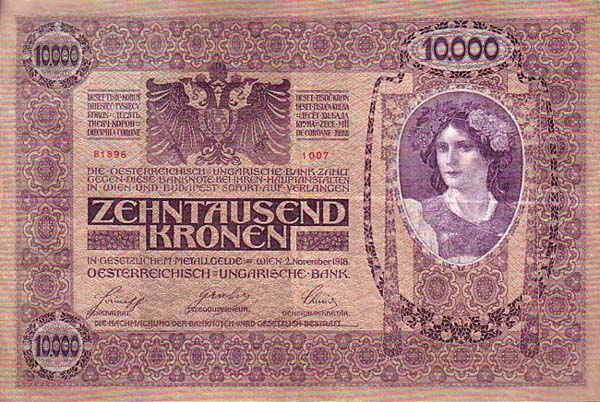
Австро-Венгерская крона (1918 г.)

Существование всех этих общих учреждений показывает, что в Австро-Венгрии имелись задачи, требующие совместного участия каждого из участвующих в союзе государств. Среди них, во-первых, международные отношения, во-вторых, вооруженная защита обоих государств от внешних врагов. Международные отношения полностью составляют общее дело унии. Военное дело частично являлось общим, частично распределялось между отдельными частями Австро-Венгрии. В общем ведении находилась регулярная армия, в исключительном ведении Австрии и Венгрии — ландвер. Для осуществления общих задач управления формировались общие финансы унии, состоящие из таможенного дохода, так как Австро-Венгрия составляла одну таможенную территорию, и из сумм, вносимых из казны каждого государства. Кроме того, также имелся общий Австро-Венгерский банк.
Австро-Венгрия распалась в 1918 году на множество различных государств и государствоподобных образований незадолго до окончания Первой мировой войны.

## Уния в современности
В настоящее время единственным примером реальной унии являются отношения между некоторыми государствами из числа членов Британского Содружества. В его состав входит 53 государства. Основная их часть находится в довольно тесных политико-экономических отношениях с центром Содружества — Великобританией. И только шестнадцать из них (Австралия, Гренада, Канада, Новая Зеландия, Сент-Винсент и Гренадины, Ямайка и другие) объединены ещё и в унию под общей короной. Отношения унии дополняются и усложняются другими союзническими связями, скрепляющими Содружество. Надо добавить, что королевская власть установлена не только над федеративными государствами, такими, как Австралия или Канада, но и над субъектами федерации (штатом, провинцией), составляющими территориальное пространство этих стран.
Личных уний в настоящее время не сохранилось.
- Королевства Содружества. Номинальный глава государства — монарх Великобритании.
  -  Соединённое Королевство Великобритании и Северной Ирландии
  -  Канада (с 1931 года)
  -  Австралийский Союз (с 1942 года)
  -  Королевство Новой Зеландии (с 1947 года)
  -  Ямайка (с 1962 года)
  -  Содружество Багамских Островов (с 1973 года)
  -  Гренада (с 1974 года)
  -  Папуа — Новая Гвинея (с 1975 года)
  -  Соломоновы Острова (с 1978 года)
  -  Тувалу (с 1978 года)
  -  Сент-Винсент и Гренадины (с 1979 года)
  -  Сент-Люсия (с 1979 года)
  -  Антигуа и Барбуда (с 1981 года)
  -  Белиз (с 1981 года)
  -  Сент-Китс и Невис (с 1983 года)
- Бывшие члены:
  -  Ирландское Свободное государство (1931—1937); Ирландия (1937—1949)
  -  ЮАС (1931—1961)
  -  Индийский Союз (1947—1950)
  -  Пакистан (1947—1956)
  -  Цейлон (1948—1972)
  -  Гана (1957—1960 годы)
  -  Нигерия (1960—1963)
  -  Сьерра-Леоне (1961—1971)
  -  Танганьика (1961—1962)
  -  Тринидад и Тобаго (1962—1976)
  -  Уганда (1962—1963)
  -  Кения (1963—1964)
  -  Малави (1964—1966)
  -  Мальта (1964—1974)
  -  Гамбия (1965—1970)
  -  Гайана (1966—1970)
  -  Барбадос (1966—2021)
  -  Маврикий (1968—1992)
  -  Фиджи (1970—1987)